# Citizin
Citizin (baptitoksin, soforin) je toksični alkaloid koji se prirodno javlja u nekoliko biljnih rodova, kao što su Laburnum i Cytisus iz familije Fabaceae. Uprkos njegove toksičnosti (LD50 i.v., kod miševa ~2 ), on je nalazio medicinsku primenu u suzbijanju želje pušenjem. On je manje efektivan, ali je jeftiniji od sličnih proizvoda. Njegova molekulska struktura je slična nikotinu i on proizvodi slične farmakološke efekte. Prekomerne doze mogu da ometaju disanje i uzrokuju smrt.

## Spoljašnje veze
- Shaman Australis Архивирано на веб-сајту  (1. март 2013) Cytisine pharmacology and information on substance availability in various plants.
- Cytisine Is Cheap And Effective In Helping Smokers Quit Information on treatment of tobacco smoking
- Tabex official website